# Invasion (série télévisée, 2005)
Pour les articles homonymes, voir Invasion.
Invasion est une série télévisée américaine en 22 épisodes de 42 minutes, créée par Shaun Cassidy et diffusée entre le 21 septembre 2005 et le 17 mai 2006 sur le réseau ABC et sur le réseau CTV au Canada.
En France, la série a été diffusée à partir du 24 novembre 2006 sur TPS Star puis rediffusée à partir du 6 janvier 2008 sur France 4 et depuis le 21 novembre 2012 sur La Chaîne de la fin du monde. Au Québec, la série a été diffusée à partir du 21 août 2006 sur Ztélé. En Belgique, la série a été diffusée sur RTL-TVI puis rediffusée sur Plug RTL et BeTV.

## Synopsis
Pendant un ouragan en Floride, une petite ville se retrouve isolée. La petite fille du ranger Russell Varon remarque des lumières qui amerrissent dans les marais.
Alors que l'ex-femme de Varon est retrouvée inconsciente et nue dans ces mêmes marais, celui-ci enquête sur ce qui s'est passé.
Dave Groves, beau-frère de Varon, croit à un débarquement extra-terrestre.

## Distribution

### Personnages principaux
- William Fichtner (VF : Bernard Lanneau) : Shérif Tom Underlay
- Eddie Cibrian (VF : Alexis Victor) : Russell Varon
- Kari Matchett (VF : Juliette Degenne) : Dr Mariel Underlay, ex-femme de Russell
- Lisa Sheridan (VF : Sybille Tureau) : Larkin Groves, compagne de Russell
- Tyler Labine (VF : Emmanuel Gradi) : Dave Groves
- Alexis Dziena (VF : Karine Foviau) : Kira Underlay
- Evan Peters (VF : Julien Bouanich) : Jesse Varon
- Ariel Gade (en) (VF : Lynda Harchaoui) : Rose Varon
- Aisha Hinds (VF : Souria Adèle) : Mona Gomez

### Personnages récurrents
- Nathan Baesel (en) (VF : Damien Boisseau) : Lewis Sirk
- Ivar Brogger (en) (VF : Philippe Catoire) : Père Jeffrey Scanlon
- Michael Mitchell (en) (VF : Franck Lorrain) : Derek Cullie
- Veronica Cartwright (VF : Pascale Jacquemont) : Valerie Shenkman
- Elisabeth Moss (VF : Barbara Kelsch) : Christina Conrad
- Rocky Carroll (VF : Thierry Desroses) : Healy
- James Frain (VF : Patrick Béthune) : Eli Szura
- Edwin Hodge (VF : Jean-Baptiste Anoumon) : Brett

## Épisodes
| N° | Titre                                      | Réalisation            | Scénario                               | Première diffusion sur ABC | Première diffusion sur TPS Star | Code de production |
| -- | ------------------------------------------ | ---------------------- | -------------------------------------- | -------------------------- | ------------------------------- | ------------------ |
| 01 | L'Ouragan Eve Pilot                        | Thomas Schlamme        | Shaun Cassidy                          | 21 septembre 2005          | 24 novembre 2006                | 47528T             |
| 02 | Quarantaine Lights Out                     | Lawrence Trilling (en) | Shaun Cassidy                          | 29 septembre 2005          | 24 novembre 2006                | 2T6951             |
| 03 | L'Appel de l'eau Watershed                 | Michael Dinner         | Shaun Cassidy                          | 5 octobre 2005             | 1er décembre 2006               | 2T6952             |
| 04 | Contagion Alpha Male                       | Sergio Mimica-Gezzan   | Juan Carlos Coto Becky Hartman Edwards | 12 octobre 2005            | 1er décembre 2006               | 2T6953             |
| 05 | Les Survivants Unnatural Selection         | Thomas Schlamme        | Michael Berns Shaun Cassidy            | 19 octobre 2005            | 8 décembre 2006                 | 2T6954             |
| 06 | La Traque The Hunt                         | Lawrence Trilling (en) | Shaun Cassidy Becky Hartman Edwards    | 26 octobre 2005            | 8 décembre 2006                 | 2T6955             |
| 07 | Le Pêcheur Fish Story                      | Rod Holcomb            | Michael Alaimo Juan Carlos Coto        | 9 novembre 2005            | 15 décembre 2006                | 2T6956             |
| 08 | Une autre personne The Cradle              | Ernest R. Dickerson    | Julie Siege                            | 16 novembre 2005           | 15 décembre 2006                | 2T6957             |
| 09 | Dragage de fonds The Dredge                | Michael Nankin (en)    | Jill E. Blotevogel Reed Steiner        | 23 novembre 2005           | 22 décembre 2006                | 2T6958             |
| 10 | L'Origine des espèces Origin of Species    | Steve Shill (en)       | Shaun Cassidy Juan Carlos Coto         | 30 novembre 2005           | 22 décembre 2006                | 2T6959             |
| 11 | Nous et les autres Us or Them              | J. Miller Tobin (en)   | Shaun Cassidy                          | 11 janvier 2006            | 29 décembre 2006                | 2T6960             |
| 12 | Haute Tension Power                        | Lawrence Trilling (en) | Becky Hartman Edwards Reed Steiner     | 18 janvier 2006            | 29 décembre 2006                | 2T6961             |
| 13 | Rédemption Redemption                      | Bill Eagles (en)       | Michael Alaimo Shaun Cassidy           | 25 janvier 2006            | 5 janvier 2007                  | 2T6962             |
| 14 | Tous créatures de Dieu All God's Creatures | Harry Winer            | Michael Foley                          | 8 février 2006             | 5 janvier 2007                  | 2T6963             |
| 15 | Le Nid The Nest                            | Lawrence Trilling (en) | Shaun Cassidy Julie Siege              | 15 février 2006            | 12 janvier 2007                 | 2T6964             |
| 16 | La Loi du plus fort The Fittest            | Fred Toye (en)         | Juan Carlos Coto                       | 8 mars 2006                | 12 janvier 2007                 | 2T6965             |
| 17 | L'Île The Key                              | Bryan Spicer           | Michael Alaimo Michael Foley           | 15 mars 2006               | 19 janvier 2007                 | 2T6966             |
| 18 | Une nouvelle ère Re-Evolution              | Eric Laneuville        | Charles Grant Craig (en) Julie Siege   | 19 avril 2006              | 19 janvier 2007                 | 2T6967             |
| 19 | Extinction The Son Also Rises              | Lawrence Trilling (en) | Michael Alaimo Shaun Cassidy           | 26 avril 2006              | 26 janvier 2007                 | 2T6968             |
| 20 | Rendez-vous avec la mort Run and Gun       | Sergio Mimica-Gezzan   | Juan Carlos Coto Michael Foley         | 3 mai 2006                 | 26 janvier 2007                 | 2T6969             |
| 21 | Le Rassemblement Round Up                  | Steve Shill (en)       | Shaun Cassidy                          | 10 mai 2006                | 2 février 2007                  | 2T6970             |
| 22 | Le Dernier Sacrifice The Last Wave Goodbye | Lawrence Trilling (en) | Shaun Cassidy Charles Grant Craig (en) | 17 mai 2006                | 2 février 2007                  | 2T6971             |

## Commentaires
- Le 20 octobre 2005, soit après 5 épisodes réalisant de bonnes audiences ABC commande une saison complète de 22 épisodes[4].
- La série fut annulée le 14 mai 2006[5] à cause d'audiences jugées trop faibles par la chaîne, et ce malgré de bonnes critiques et un engouement grandissant du public.
- Après l'annulation de la série par ABC, des rumeurs persistantes assuraient son retour sur la nouvelle chaîne, The CW (issue de la fusion entre WB et UPN), mais la série ne fut pas reprise, sûrement à cause de son coût élevé. Les fans commencèrent alors une campagne pour sauver la série, mais elle n'aboutit pas.
- Le créateur de la série, Shaun Cassidy, espérait que la série puisse survivre pendant 5 ans, afin qu'il puisse aller au bout de ses idées et assurer une fin en beauté.
- La bande originale, composée par Jon Ehrlich et Jason Derlatka, est sortie via le label MediaScore Media en octobre 2008.
- Tyler Labine, l'interprète de Dave Groves, a affirmé que la série a été annulée pour la seule et bonne raison qu'elle était détesté par la chaine ABC, et ce malgré des très bonnes critiques.